# What Price Gloria?
What Price Gloria? est un film muet américain réalisé par Wesley Ruggles et sorti en 1925.

## Synopsis
Flagg et Quirt sont deux sergents vétérans du Corps des Marines de l'armée des États-Unis dont la rivalité, en particulier en ce qui concerne les femmes, remonte à plusieurs années en Chine et aux Philippines. Flagg est nommé capitaine et placé à la tête d’une compagnie de première ligne en France pendant la Première Guerre mondiale. De son côté, Quirt est affecté à la même unité que Flagg et ils reprennent rapidement leur ancienne rivalité, qui tourne cette fois autour de Charmaine, la fille d'un aubergiste local.
Elle flirte avec les deux simultanément et ils décident de faire un pari pour voir qui restera avec la fille. Flagg le gagne mais sachant que Charmaine préfère Quirk, il l'a lui laisse. Plus tard, les combats dans les tranchées s'intensifient jours après jours jusqu'à ce qu'un jour ils partent au combat alors que Charmaine pense tristement qu'ils ne reviendront plus.

## Fiche technique
- Titre : What Price Gloria?
- Réalisation : Wesley Ruggles
- Production : Film Booking Offices of America
- Genre : Comédie
- Durée : 20 minutes
- Date de sortie :
  - États-Unis : 5 juillet 1925

## Distribution
- Alberta Vaughn : Nita O'Neill
- George O'Hara : Tom Granger
- Stanley Taylor
- Al Cooke
- Kit Guard
- Clark Gable